# Csépán János
Csépán János (1936. – Esztergom, 1970. október 9.) magyar válogatott vitorlázórepülő.

## Életpálya
1951-ben kezdett repülni a Hármashatárhegyen. Több mint 3500 alkalommal szállt fel, 2200 órát töltött a levegőben. Repülőideje a hetvenes évek elején a második legtöbb volt Magyarországon.
Oktatói munkásságának eredményeként több százan sajátították el a vitorlázórepülést.
1970. október 9-én egy új vitorlázó repülőgép, az EV.1.K Fecske próbarepülése közben szárnytörés miatt lezuhant Esztergomban.

## Sportegyesületei
1952 és 1965 között az Ipari Tanulók Repülő Klubja tagja
1966-tól a Postás Repülőklub sportolója

## Sporteredmények
- 13 alkalommal lett országos bajnok,[1]
- nemzetközi versenyen és világbajnokságon 4 alkalommal vett részt,[1]
  - 1969-ben Romániában az első helyen végzett,[1][3]

## Szakmai sikerek
A Magyar Népköztársaság Érdemes Sportolója, a vitorlázórepülés két-gyémántos aranykoszorújának tulajdonosa.

## Emlékezete
Emlékére 1971 óta Dunakeszin Csépán János-emlékversenyt rendeznek.